# Scleria pilosa
Scleria pilosa är en halvgräsart som beskrevs av Johann Otto Boeckeler. Scleria pilosa ingår i släktet Scleria och familjen halvgräs. Inga underarter finns listade i Catalogue of Life.